# Plaza Yekatit 12
La plaza Yekatit 12 es un monumento y plaza en la ciudad de Adís Abeba la capital del país africano de Etiopía. Conmemora a las víctimas de las represalias italianas tras un intento de matar al virrey italiano Rodolfo Graziani el 19 de febrero de 1937, o Yekatit 12 en el calendario etíope. Se encuentra en el centro de la plaza Siddist Kilo (en amárico, "Kilómetro seis").